# Maison (Lorient, 18 rue Jules Legrand)
Pour les articles homonymes, voir Maison (homonymie).
Cette maison du XVIIIe siècle est située 18 rue Jules-Legrand (anciennement rue de l'Hôpital) à  Lorient dans le Morbihan. Ce sont la façade avec son balcon en fer forgé qui sont protégés.

## Historique
Cette maison fait l’objet d’une inscription au titre des monuments historiques depuis le 9 décembre 1929.